# Anthony Bramall
Anthony Bramall (geboren 1957 in London) ist ein britischer Dirigent.

## Karriere
Bramall studierte Gesang an der Guildhall School of Music and Drama in London und absolvierte dort anschließend ein Aufbaustudium im Dirigieren bei Maestro Vilem Tausky. Parallel dazu war er musikalischer Leiter des Southend Symphony Orchestra und des New Westminster Chorus.
1981 wurde er Assistent des Generalmusikdirektors des Stadttheaters Pforzheim. Im Rahmen des 3. Internationalen Hans-Swarowsky-Dirigentenwettbewerbs Wien wurde er 1984 mit dem Sonderpreis für die Interpretation von Musik des 20. Jahrhunderts ausgezeichnet. 1987 debütierte er mit dem Wiener Kammerorchester im Konzerthaus Wien. 1985 war er Kapellmeister an den Städtischen Bühnen Augsburg. Von 1986 bis 1989 war er Studienleiter und Assistent von Bruno Weil am Theater Augsburg. 1989 ging er als 1. Kapellmeister ans Landestheater Coburg. 1990 erhielt er ein Engagement als Kapellmeister und wurde später 1. Kapellmeister am Niedersächsischen Staatstheater Hannover. Dort pflegte er eine enge Zusammenarbeit mit dem NDR Sinfonieorchester in Hannover. 1995 wurde Bramall Generalmusikdirektor am Theater Krefeld und Mönchengladbach. Von 2002 bis 2008 war er Generalmusikdirektor am Badischen Staatstheater Karlsruhe. Von 2008 bis 2011 war er Professor der Dirigierklasse für Musiktheater an der Musikhochschule Franz Liszt Weimar. Anfang der Spielzeit 2011/12 wurde Bramall ständiger Gastdirigent an der Oper Leipzig. Von 2012 bis 2017 war er Stellvertretender Generalmusikdirektor der Oper Leipzig.
Seit September 2017 ist er Chefdirigent des Staatstheater am Gärtnerplatz, München.

## Gastengagements
Gastengagements führten ihn an die Bayerische Staatsoper München, die Semperoper Dresden (u. a. die Musikalische Leitung der Neuproduktionen La Cenerentola und Madama Butterfly), die Staatsoper Hannover, das Staatstheater am Gärtnerplatz München, das RIAS-Rundfunkorchester Berlin. Als Dirigent gastierte er darüber hinaus in Göteborg, Bonn, Darmstadt, Dresden, Düsseldorf, Hannover, Karlsruhe, Wiesbaden, Bratislava, Bukarest, Posen sowie am Teatro Lirico in Cagliari, beim Tokyo Metropolitan Symphony Orchestra Japan, in Mexiko-Stadt und in den USA.

## Diskographie
Mit der Slowakischen Philharmonie und dem Slowakischen Rundfunkorchester spielte Bramall drei CDs ein, gefolgt von Rundfunkeinspielungen mit dem RIAS-Orchester Berlin.
- Händel, Israel in Egypt, Orchester der Deutschen Händel Solisten
- Mahler, 8. Symphonie mit der Badischen Staatskapelle